# Adelaide International 2024
Adelaide International 2024 — тенісний турнір, що проходив на кортах з твердим покриттям у місті Аделаїда (Австралія) з 8 по 14 січня. Належав до категорій WTA 500 та ATP 250.

## Фінальна частина

### Чоловіки, одиночний розряд
Їржі Легечка —  Джек Дрейпер 4–6, 6–4, 6–3

### Жінки, одиночний розряд
Олена Остапенко —   Дарія Касаткіна 6–3, 6–2

### Чоловіки, парний розряд
Ражів Рам /  Джо Солсбері —  Роган Бопанна /  Меттью Ебден 7–5, 5–7, [11–9]

### Жінки, парний розряд
Беатріс Аддад Мая /  Тейлор Таунсенд —  Каролін Гарсія /  Крістіна Младенович 7–5, 6–3